# Vyškov-Předměstí
Vyškov-Předměstí je místní částí okresního města Vyškov. Leží mezi centrem města a průmyslovou zónou Tovární při silnici na Prostějov. Celá čtvrť je rozdělena na dvě poloviny městským průtahem ulicí Dukelská.
Vyškovské předměstí se původně nacházelo v samostatném katastrálním území, které bylo roku 1965 začleněno do katastru Vyškova.

## Obyvatelstvo
| Rok  | Obyv. | ± %     |
| ---- | ----- | ------- |
| 1900 | 3 708 | —       |
| 1910 | 3 909 | +5,4 %  |
| 1930 | 3 153 | −19,3 % |
| 1980 | 5 844 | +85,3 % |

| Rok  | Obyv. | ± %     |
| ---- | ----- | ------- |
| 1991 | 6 668 | +14,1 % |
| 2001 | 6 651 | −0,3 %  |
| 2011 | 6 697 | +0,7 %  |
| 2021 | 6 275 | −6,3 %  |

## Pamětihodnosti
- Kaple svaté Anny se špitálem
- Socha Bolestné Panny Marie

## Ulice
- Albrechtova, Dukelská, Fučíkova, Havlíčkova, Hrnčířská, Hybešova, Jarní, Jungmannova
- Krátká, Kroměřížská, Letní, Mlýnská, Olomoucká, Pod Újezdem, Průmyslová, Smetanovo nábřeží
- Sochorova, Sokolská, Sportovní, Švermova, Tovární, Trpínky, Tržiště, Tyršova, Žerotínova, Žižkova, 9. května